# Pseudanaphes zhaoi
Pseudanaphes zhaoi är en stekelart som beskrevs av Lin 1997. Pseudanaphes zhaoi ingår i släktet Pseudanaphes och familjen dvärgsteklar. Inga underarter finns listade i Catalogue of Life.